# Liu Boming
Liu Boming (Heilongjiang, setembro de 1966) é um taikonauta chinês.

## Carreira
Piloto da força áerea chinesa, foi selecionado para o programa espacial chinês em 1998 e integrou o grupo final de três taikonautas escolhidos para a missão Shenzhou 7, missão tripulada tripla lançada em 25 de setembro de 2008, que realizou a primeira caminhada espacial chinesa em órbita. 
Durante a tarefa, Liu usou um traje espacial russo Orlan e o comandante Zhai Zhigang um traje chinês Feitian. Liu permaneceu de pé na escotilha aberta da nave e entregou a Zhai, fora da nave, a bandeira da China para que fosse exposta e mostrada no espaço.
Em junho de 2021 partiu para sua segunda missão espacial, a bordo da Shenzhou 12 junto dos taikonautas Nie Haisheng e Tang Hongbo com o objetivo principal de preparar o módulo Tianhe para futuras expansões da estação espacial Tiangong. Os três retornaram à Terra em 17 de setembro de 2021.